# Nadolice Małe (przystanek kolejowy)
Nadolice Małe – przystanek osobowy w Nadolicach Małych, w Polsce, w województwie dolnośląskim, w powiecie wrocławskim, w gminie Czernica, położony na linii kolejowej nr 292 Jelcz Miłoszyce – Wrocław Osobowice. 

## Ruch pasażerski
| Rok  | Wymiana pasażerska na dobę |
| ---- | -------------------------- |
| 2017 | –                          |
| 2022 | 50-99                      |
| 2023 | 100-149                    |